# Capteur angulaire
 (août 2024).
Si vous disposez d'ouvrages ou d'articles de référence ou si vous connaissez des sites web de qualité traitant du thème abordé ici, merci de compléter l'article en donnant les références utiles à sa vérifiabilité et en les liant à la section « Notes et références ».
Un capteur angulaire est un capteur permettant de recueillir une image de l’angle mesuré. L’information angulaire peut être sous forme numérique ou analogique.

## Technologies
Il existe de plus en plus de technologies de capteurs angulaires.

### Potentiomètre
On peut mesurer un déplacement angulaire limité par un potentiomètre dont la partie mobile est accouplée à la pièce dont on veut mesurer le déplacement et la partie fixe attachée au bâti soutenant la pièce mobile. On mesure l'amplitude du déplacement par la variation de résistance du potentiomètre entre le curseur mobile et une des deux bornes fixes,.

### Effet Hall
On effectue la mesure de déplacement angulaire grâce à des capteurs à effet Hall, le courant induit étant proportionnel au champ magnétique capté,.

### Résolveur
Le résolveur est une sorte de petit transformateur rotatif avec en général un primaire et deux secondaires décalés de 90° électriques. Le primaire est alimenté par une tension sinusoïdale et au secondaire on retrouve deux sinusoïdes déphasées de 90°, dont le déphasage avec le primaire est l'image de la position angulaire que l'on souhaite mesurer. En effet, suivant l'angle entre le primaire et les deux secondaires, on a une variation du flux induit par le primaire vers les secondaires. Le résolveur renvoie donc l'information de position angulaire sous la forme de deux tensions variant de façon sinusoïdale. 

### Codeur optique
L'information retournée par le codeur est dans ce cas-ci toujours sous forme numérique[pourquoi ?].